# Eremias grammica
Espèce
Synonymes
- Lacerta grammica Lichtenstein, 1823
- Scapteira persica Nikolsky, 1900
- Scapteira zarudnyi Lantz, 1928

Eremias grammica est une espèce de sauriens de la famille des Lacertidae.

## Répartition
Cette espèce se rencontre dans le nord-est de l'Iran, dans le nord de l'Afghanistan, au Turkménistan, au Tadjikistan, en Ouzbékistan, au Kazakhstan et au Xinjiang en Chine.

## Publication originale
- Lichtenstein, 1823 : Verzeichniss der Doubletten des Zoologischen Museums der Königlichen Friedrich-Wilhelm-Universität zu Berlin nebst Beschreibung vieler bisher unbekannter Arten von Säugethieren, Vögeln, Amphibien und Fischen. Königlich Preussische Akademie der Wissenschaften, Berlin, p. 1-118 (texte intégral).